# Norepinefrin-dopaminski disinhibitor
Norepinefrin-dopaminski disinhibitor (engl. Norepinephrine and dopamine disinhibitors, NDDI) su klasa lekova koji deluju na specifičnim mestima kako bi dezinhibirali nizvodno oslobađanje norepinefrina i dopamina u mozgu.
Agomelatin, antidepresiv koji dezinhibira oslobađanje norepinefrina i dopamina u frontalnom korteksu antagonizirajući 5-HT2C receptore, je bio prvi lek koji je opisan kao NDDI. Dok mnogi drugi lekovi takođe antagoniziraju 5-HT2C receptore u nekom stepenu, oni imaju tendenciju da budu veoma nespecifični u svom delovanju, i kao rezultat toga, termin „NDDI” generalno, iako ne uvek (na primer, fluoksetin je nazivan NDDI pored SSRI zbog (slabe) blokade 5-HT2C), rezervisan je za opisivanje novijih, selektivnijih agenasa kod kojih je dezinhibicija oslobađanja norepinefrina i dopamina njihov primarni mehanizam delovanja.
Drugi lek koji se u medicinskoj literaturi naziva NDDI je flibanserin, koji je odobren kao tretman za hipoaktivni poremećaj seksualne želje kod žena u premenopauzi. Flibanserin dezinhibira oslobađanje norepinefrina i dopamina u prefrontalnom korteksu aktiviranjem 5-HT1A receptora u ovoj oblasti.
Osim agomelatina, fluoksetina, flibanserina i mirtazapina, za sada, nijedan drugi lek nije opisan kao NDDI u medicinskoj literaturi, uprkos činjenici da mnogi drugi postojeći lekovi imaju efekte koji su u skladu sa onima iz definicije NDDI. U svakom slučaju, u budućnosti se može očekivati više lekova koji su posebno označeni kao NDDI.